# Eleva
Eleva – wieś w Stanach Zjednoczonych, w stanie Wisconsin, w hrabstwie Trempealeau.